# Gunung Lumut Tonggal
Gunung Lumut Tonggal är en kulle i Indonesien.   Den ligger i provinsen Aceh, i den västra delen av landet, 1 400 km nordväst om huvudstaden Jakarta. Toppen på Gunung Lumut Tonggal är 227 meter över havet, eller 58 meter över den omgivande terrängen. Bredden vid basen är 1,6 km.
Terrängen runt Gunung Lumut Tonggal är kuperad åt nordost, men åt sydväst är den platt. Runt Gunung Lumut Tonggal är det ganska tätbefolkat, med 134 invånare per kvadratkilometer. I omgivningarna runt Gunung Lumut Tonggal växer i huvudsak städsegrön lövskog.